# Anna Troberg

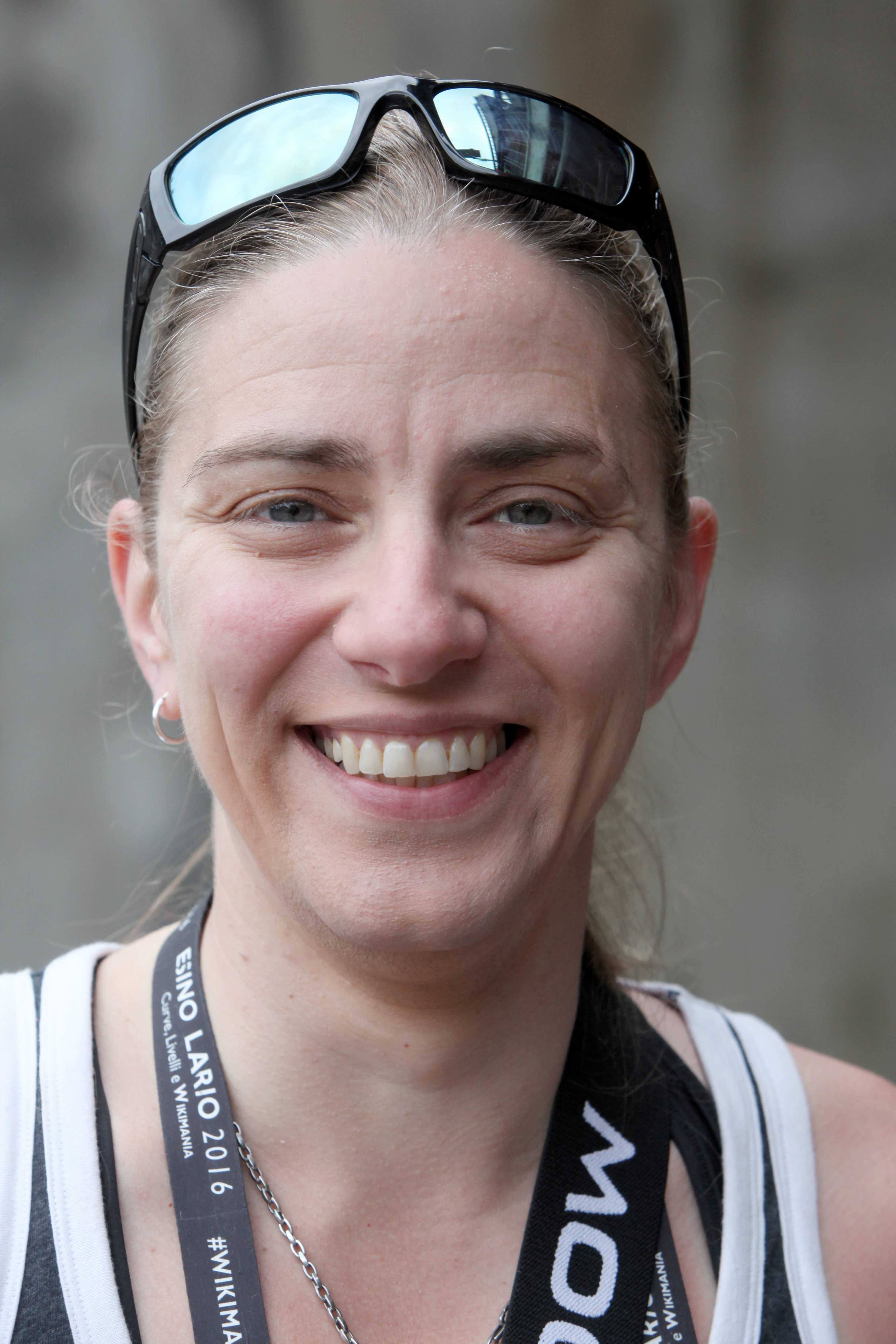
Anna Troberg (2016)

Anna Kristina Troberg (* 9. April 1974 in Landskrona) ist eine schwedische Politikerin und Vorsitzende der schwedischen Piratpartiet. Sie war ab 2009 stellvertretende Vorsitzende und von 2011 bis 2014 an der Spitze der Partei.
Troberg arbeitet als Schriftstellerin, unter anderem unter dem Pseudonym „Rosetta Sten“, sowie als Übersetzerin und lebt in Järfälla.